# Tabl
Tabl (perski: طبل) – miejscowość w południowym Iranie, w ostanie Hormozgan, na wyspie Keszm. W 2006 roku miejscowość liczyła 3082 mieszkańców w 630 rodzinach.